# Stazione di Cortina d'Ampezzo
La stazione di Cortina d'Ampezzo sorgeva lungo la ferrovia delle Dolomiti, di cui rappresentava la principale e più celebre località intermedia, servendo il comune di Cortina d'Ampezzo. Inaugurata nel 1921, venne chiusa il 17 maggio 1964.
Si trovava ad una altitudine di 1236 metri.

## Storia

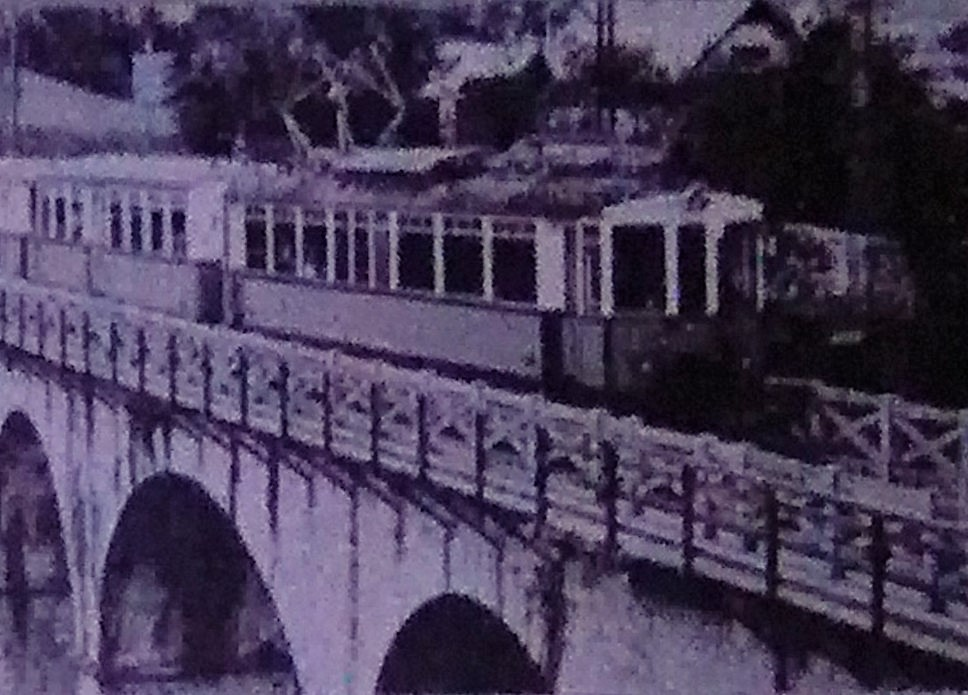
Treno che conduce i turisti per le Olimpiadi del 1956

Nel 1915 lo scoppio della Grande Guerra portò i soldati austriaci a realizzare una ferrovia da campo (in tedesco: Feldbahn) a scartamento ridotto per il trasporto di munizioni e provviste fra Dobbiaco e Landro. Finita la guerra, la linea rimase in completo abbandono fino alla primavera del 1919, quando il genio militare italiano intervenne per prolungare la ferrovia fino a Calalzo, completandola nel 1920 previo cambio di scartamento da 750 a 950 mm nelle tratte costruite dagli austriaci, utilizzando fra l'altro materiali posti in opera sulla tranvia Udine-San Daniele, prima che fosse decisa la riapertura di quest'ultima.
La linea venne attivata il 15 giugno del 1921 e restò sotto la direzione militare fino al 1º gennaio 1923, quando l'esercizio fu affidato al Regio Circolo Ferroviario di Bolzano.
Nell'estate del 1924 il Ministero dei Lavori Pubblici affidò la concessione per l'esercizio della linea, della durata di 35 anni, alla Società Anonima per la Ferrovia delle Dolomiti (SFD), consociata alla Società Veneta.
Il 1 luglio 1929 fu inaugurata la trazione elettrica, che diede forte impulso al traffico ferroviario fino a tutta la seconda guerra mondiale.
Nel secondo dopoguerra, pur in un clima non favorevole al trasporto ferroviario anche a causa della nascente motorizzazione privata, a motivo della notorietà delle località attraversate la ferrovia delle Dolomiti assurse più volte agli onori cinematografici, comparendo in alcune sequenze dei film Il conte Max del 1957, Vacanze d'inverno del 1959 e La pantera rosa del 1963.
Anche a seguito di un incidente avvenuto ad Acquabona l'11 marzo 1960, dal 3 dicembre 1961 si decise di collegare Dobbiaco con Cortina con un servizio di autobus; il servizio ferroviario fu parzialmente ripreso il 30 dello stesso mese, per cessare definitivamente su tale tratta il 23 marzo 1962; la stazione di Cortina assunse da allora il ruolo di capolinea settentrionale fino al 17 maggio 1964, giorno della definitiva soppressione della linea.
Il tracciato della ferrovia fra Dobbiaco e Cortina venne in seguito riutilizzato come percorso di sci da fondo in inverno e pista ciclabile in estate. L'ex sedime è stato trasformato in un deposito delle corriere e i fabbricati di stazione adibiti ad altri usi.
Nel 2013 il Ministero per i Beni e le Attività Culturali ha decretato l'interesse culturale del complesso dell'ex stazione ferroviaria di Cortina, sottoponendolo alle disposizioni di tutela contenute nel decreto legislativo n.42 del 22 gennaio 2004.
Nell'ottobre 2017 è stato presentato un progetto, originato nel 2015 e successivamente modificato, per la riqualificazione della zona, predisposto già il 14 novembre 2003 con l'approvazione del piano regolatore generale.
Il 16 aprile 2024 è stata approvata una variante al PRG che dà il via libera al progetto.
Il progetto, proposto come partenariato pubblico-privato, riguarda una serie di edifici (la stazione, lo stabile che ospita l'ufficio skipass, la palazzina bagni, i depositi e le ex-officine) e prevede la riqualificazione della piazza antistante alla stazione e degli edifici esistenti, e la costruzione di altri 5 edifici nonché un parcheggio interrato bipiano con un costo stimato complessivo di 93,7 milioni di euro.
Il progetto è stato contestato da una parte dei cittadini per mancanza di trasparenza e per speculazione edilizia, effettuando anche una campagna di raccolta firme, un esposto alla Corte dei Conti e un ricorso al TAR. I lavori sono comunque partiti nel corso dell'estate 2024.
Nell'agosto 2024, durante i lavori propedeutici iniziati il 29 luglio, sono emersi nel piazzale, affogati nell'asfalto, i binari originali della stazione.

## Strutture e impianti
La stazione era dotata da un fabbricato viaggiatori, otto binari passanti, un magazzino merci, due depositi locomotive e una sottostazione elettrica.